# Hemisus perreti
Espèce
Statut de conservation UICN

 LC  : Préoccupation mineure
Hemisus perreti est une espèce d'amphibiens de la famille des Hemisotidae.

## Répartition
Cette espèce se rencontre du niveau de la mer jusqu'à 110 m d'altitude :
- dans l'extrême Ouest de la République démocratique du Congo au Bas-Congo au nord de l'estuaire du fleuve Congo ;
- en Angola dans l'enclave de Cabinda ;
- dans le sud-ouest du Gabon.

Sa présence est incertaine en République du Congo.

## Étymologie
Cette espèce est nommée en l'honneur de Jean-Luc Perret.

## Publication originale
- Laurent, 1972 : Tentative revision of the genus Hemisus Günther. Annales du Musée Royal de l’Afrique Centrale. Série in Octavo, Sciences Zoologique, vol. 194, p. 1–67.